# Oddychanie zewnętrzne

Animacja doprowadzenia tlenu do płuc (wdech) i wydalenia dwutlenku węgla na zewnątrz (wydech)

Oddychanie zewnętrzne, respiracja, oddychanie – zespół procesów fizjologicznych umożliwiających tkankową penetrację tlenu i usuwanie dwutlenku węgla. U ssaków polega na pobieraniu powietrza do płuc, wymianie gazowej zachodzącej w pęcherzykach płucnych, transporcie tlenu i CO2 przez krew i dyfuzji pomiędzy krwią a komórkami organizmu.
W zależności od stopnia skomplikowania planu budowy organizmu oddychanie zewnętrzne może odbywać się wyłącznie przez jego powłokę zewnętrzną (powierzchnię ciała) na drodze dyfuzji (jamochłony, gąbki, pierwotniaki) lub za pośrednictwem wyspecjalizowanego narządu oddechowego (np. przestrzenie hemolimfatyczne w odnóżach niektórych skorupiaków, płucotchawki pajęczaków, tchawki, skrzela oraz płuca). Wymiana gazowa zachodząca podczas oddychania skórnego u zwierząt wodnych lub żyjących w wilgotnych siedliskach może przewyższać wymianę gazową skrzeli i płuc, przykładowo u węgorza wynosi ona 60% a u aksolotla 80%. U organizmów, których narządy oddechowe znajdują się wewnątrz ciała, oddychanie zewnętrzne możliwe jest dzięki ruchom oddechowym wentylującym te narządy. U ssaków są to ruchy klatki piersiowej, które zwiększając i zmniejszając objętość płuc powodują zasysanie lub wypychanie powietrza. U stawonogów są to pulsujące ruchy odwłoka.

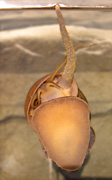
Płucodyszny ślimak Pomacea canaliculata wystawiający syfon oddechowy nad powierzchnię wody

Celem oddychania zewnętrznego jest umożliwienie oddychania wewnętrznego, zwanego również komórkowym, przez doprowadzenie potrzebnego do jego zajścia tlenu i usunięcie powstającego w jego skutek dwutlenku węgla. Oddychanie zewnętrzne ma jednak też znaczenie dla innych zjawisk fizjologicznych, np. pozwala kontrolować odczyn płynów ustrojowych.

## Etapy oddychania
W procesie oddychania zwierząt wyróżniane są dwa do czterech głównych etapów, w zależności od planu budowy organizmu:
- wymiana gazowa zewnętrzna na poziomie całego organizmu, polegająca na pobieraniu tlenu (w przypadku aerobów) zawartego w powietrzu lub wodzie i wydalaniu dwutlenku węgla poprzez drogi oddechowe (zewnętrzna wymiana gazowa, nazywana wentylacją skrzeli lub płuc), transport do narządu oddechowego (narządu wymiany gazowej) wprowadzającego tlen do krwi oraz odbierającego z krwi dwutlenek węgla[6][7];
- transport gazów przez krew na drodze pomiędzy płucami a tkankami[7] – ten etap wyróżniany jest u większości kręgowców;
- wymiana gazowa wewnętrzna pomiędzy płynami ustrojowymi a komórkami (przekazanie tlenu z krwi do komórek organizmu, odebranie dwutlenku węgla); definicje dzielące oddychanie tylko na zewnętrzne i wewnętrzne, ten etap włączają do oddychania zewnętrznego, a termin "oddychanie wewnętrzne" rezerwują dla oddychania komórkowego[1];
- oddychanie komórkowe (wewnątrzkomórkowe) – nazywane również utlenianiem biologicznym lub metabolizmem oddechowym – polegające na wykorzystaniu tlenu lub innych utleniaczy przez komórki.